# Hans Nielsen
Hans Nielsen, nato Hans Albert Nielsen, (Amburgo, 30 novembre 1911 – Berlino, 11 ottobre 1965), è stato un attore e doppiatore tedesco.

## Biografia
Dopo aver fatto un apprendistato commerciale, Nielsen prese lezioni private di recitazione da Albrecht Schoenhals ed Erich Ziegel. Fece il suo debutto in palcoscenico ad Amburgo, proseguendo quindi la sua attività teatrale a Augsburg, Kiel, Lipsia, Berlino, Monaco e Düsseldorf.
Nel 1937, esordì sullo schermo in Daphne und der Diplomat, un film tratto dal romanzo di Fritz von Woedtke. Negli anni seguenti, lavorò per alcune importanti produzioni, come Heimat, a fianco di Zarah Leander, I masnadieri, con Horst Caspar e Lil Dagover, Il grande re, con Otto Gebühr, dedicato alla figura di Federico il Grande.
Nielsen ebbe il ruolo di protagonista ne La tragedia del Titanic, un film di propaganda nazista voluto da Goebbels che fu teatro di una tragica storia durante la lavorazione: a causa dei malumori della troupe riguardo alla produzione del film, il ministro della Propaganda fece arrestare per alto tradimento il regista Herbert Selpin, facendolo impiccare subito dopo in carcere.

### Dopoguerra
Nel dopoguerra, Nielsen fondò un gruppo di cabaret, Die Außenseiter (che si può tradurre come outsider), suonando negli spettacoli del famoso cabarettista Günter Neumann. Ritornò al cinema nel 1947 con un film di Helmut Käutner, 
In jenen Tagen, un film a episodi che, attraverso le vicende legate a un'automobile, racconta la storia della Germania prima e durante la guerra.
Nielsen si specializzò in ruoli che lo presentavano come un personaggio simpatico e bonario. Ha lavorato con Christopher Lee, Curd Jürgens, Heinz Rühmann.
Tra cinema e televisione (per cui lavorò occasionalmente), Nielsen apparve in quasi centoquaranta film. L'ultimo di questi risale al 1965. In quell'anno, l'11 ottobre, Nielsen morì a soli 53 anni di leucemia a Berlino Ovest. Venne sepolto al Friedhof Heerstraße nel quartiere di Westend.

## Doppiatore
Nel 1948, divenne doppiatore: prestò la voce, nelle versioni tedesche dei loro film, a Fred Astaire, Gary Cooper, Errol Flynn, Cary Grant, Rex Harrison, David Niven, Orson Welles, James Stewart, Robert Taylor.

## Filmografia
- Daphne und der Diplomat, regia di Robert A. Stemmle (1937)
- Tango Notturno, regia di Fritz Kirchhoff (1937)
- Preußische Liebesgeschichte, regia di Paul Martin (1938)
- Das Geheimnis um Betty Bonn, regia di Robert A. Stemmle (1938)
- Casa paterna (Heimat), regia di Carl Froelich (1938)
- Tu mi appartieni (Dein Leben gehört mir), regia di Johannes Meyer (1939)
- Fasching, regia di Hans Schweikart (1939)
- I masnadieri (Friedrich Schiller - Der Triumph eines Genies), regia di Herbert Maisch (1940)
- Io accuso (Ich klage an), regia di Wolfgang Liebeneiner (1941)
- Il grande re (Der große König), regia di Veit Harlan (1942)
- Die Nacht in Venedig, regia di Paul Verhoeven (1942)
- Ich werde dich auf Händen tragen, regia di Kurt Hoffmann (1943)
- La tragedia del Titanic (Titanic), regia di Herbert Selpin e Werner Klingler (1943)
- In jenen Tagen, regia di Helmut Käutner (1947)
- Nachtwache, regia di Harald Braun (1949)
- Die heilige Lüge, regia di Wolfgang Liebeneiner (1954)
- Der erste Kuß, regia di Erik Ode (1954)
- Hochstaplerin der Liebe, regia di Hans H. König (1954)
- Vor Sonnenuntergang, regia di Gottfried Reinhardt (1956)
- Il mistero dei tre continenti, regia di William Dieterle (1960)
- Sherlock Holmes - La valle del terrore (Sherlock Holmes und das Halsband des Todes), regia di Terence Fisher (1962)
- Il laccio rosso (Das indische Tuch), regia di Alfred Vohrer (1963)